# Italico Perlini
Italico Perlini (Villa Santo Stefano, 14 agosto 1943) è un avvocato e politico italiano.

## Biografia
Consegue la laurea in giurisprudenza, nel 1966, presso l’Università degli Studi di Roma "La Sapienza". Dopo otto anni di assistente nella stessa università, intraprende a Frosinone la professione di avvocato presso lo studio legale del padre, uno dei maggiori studi della Ciociaria che in seguito conduce insieme al fratello Vittorio.
Alle elezioni politiche del 2001 è eletto deputato con la lista Abolizione scorporo collegata a Forza Italia. Dal 2001 al 2006 è stato membro della II Commissione giustizia e, dal 2004 al 2006, della Commissione parlamentare di inchiesta sulle cause dell’occultamento di fascicoli relativi a crimini nazifascisti.
Nel 2006 non viene rieletto.
Nel febbraio 2019, durante una trasmissione televisiva di Giovanni Floris su LA7, "Dimartedì", dichiara durante una discussione sui vitalizi: "Non rinuncio al vitalizio, voglio il mio privilegio".

## Vita privata
Sposato con Rossana, insegnante, ha un figlio.